# Méligny-le-Grand
Méligny-le-Grand är en kommun i departementet Meuse i regionen Grand Est (tidigare regionen Lorraine) i nordöstra Frankrike. Kommunen ligger i kantonen Void-Vacon som tillhör arrondissementet Commercy. År 2022 hade Méligny-le-Grand 89 invånare.

## Befolkningsutveckling
Antalet invånare i kommunen Méligny-le-Grand
| Referens: INSEE |